# 11621 Duccio
11621 Duccio eller 1996 PJ5 är en asteroid i huvudbältet som upptäcktes den 15 augusti 1996 av de båda italienska astronomerna Giuseppe Forti och Maura Tombelli vid Montelupo-observatoriet. Den är uppkallad efter Duccio Bartolini, son till en av upptäckarna.
Asteroiden har en diameter på ungefär 13 kilometer.